# ویکی‌داده
ویکی‌داده پروژه‌ای است برای ایجاد یک پایگاه دادهٔ مشارکتی قابل ویرایش با هدف کمک به پروژه‌های ویکی‌مدیا، ازجمله ویکی‌پدیا. وبگاه ویکی‌داده در ۳۰ اکتبر ۲۰۱۲ (برابر با ‎۹ آبان ۱۳۹۱) رسماً افتتاح شد. پروژه توسط ویکی‌مدیا دویچلند (دفتر بنیاد ویکی‌مدیا در آلمان) آغاز شد و قرار شد منبعی اشتراکی از انواع به‌خصوصی از داده‌ها باشد، مثل تاریخ‌های تولد، که می‌تواند در سایر پروژه‌ها مثل ویکی‌پدیا به کار برود. همه افراد می‌توانند از ویکی‌داده استفاده کنند البته تنها با پیروی از پروانه مالکیت عمومی. ویکی‌داده شبیه ویکی‌انبار است زیرا ویکی‌انبار جایی برای ذخیره پرونده‌های رسانه‌ای فراهم می‌کند و دسترسی این پرونده‌های رسانه‌ای برای تمام پروژه‌های ویکی‌مدیا آزاد است. ویکی‌داده از یک نرم‌افزار به نام ویکی‌بیس قدرت گرفته‌است.

## مفهوم‌ها
ویکی‌داده یک پایگاه داده سندگرا است که بر پیرامون آیتم‌ها متمرکز شده‌است. هر آیتم نشاندهنده یک موضوع است (که به یک صفحه ویکی‌پدیا نیز مرتبط است) و با یک حرف Q و یک شناسهٔ عددی مشخص می‌شود (مثلاً آیتم سیاست با Q7163 نشان داده می‌شود).

### آیتم‌ها
با کمک اظهار نظرها، اطلاعات به آیتم‌ها افزوده می‌شود. هر آیتم می‌تواند یک یا چند اظهار نظر داشته باشد. اظهار نظرها از جفت‌های کلید-مقدار تشکیل می‌شوند، بدین صورت که هر اظهار نظر از یک خصوصیت (کلید) و یک مقدار پیوند شده به خصوصیت تشکیل می‌شود.

### خصوصیت‌ها
هر خصوصیت برای اظهار نظر یک مقدار در نظر می‌گیرد و می‌توان آن را دسته داده در نظر گرفت. به عنوان مثال خصوصیت «رنگ» می‌توان دارای مقدار «آبی» باشد. در ویکی‌داده وقتی خصوصیت با مقدار جفت می‌شود، یک اظهار نظر را تشکیل می‌دهد.

## تاریخچه پیشرفت
مرحلهٔ راه‌اندازی پروژه با کمک‌های مالی مؤسسه هوش مصنوعی آلن، بنیاد گوردون و بتی مور و شرکت گوگل، به ارزش مجموعاً ۱٫۳ میلیون یورو انجام شد.
راه‌اندازی این پروژه در سه فاز صورت می‌گیرد:
1. متمرکز کردن پیوندهای میان‌ویکی
2. ایجاد یک مکان مرکزی برای داده‌های جعبه‌های اطلاعات برای همهٔ ویکی‌پدیا
3. ایجاد و به‌روزرسانی صفحه‌های فهرست بر اساس داده‌های موجود در ویکی‌داده

### فاز اول
فاز نخست در ۳۰ اکتبر ۲۰۱۲ (برابر با ‎۹ آبان ۱۳۹۱) به مرحلهٔ اجرا درآمد، و در حال حاضر بر روی فاز دوم کار می‌شود. در فاز نخست امکان اضافه کردن آیتم‌های جدید و افزودن اطلاعات اولیه شامل برچسب، نام، نام (های) مستعار، توضیح و پیوندهای میان‌ویکی بین هر موضوع مقاله‌های ویکی‌پدیا به وجود آمد. هر آیتم با یک نام منحصربه فرد که ترکیبی از اعداد و یک پیشوند Q است مشخص می‌شود؛ مثلاً آیتم سیاست Q7163 است. این ویژگی ترجمهٔ خودکار برچسب، نام‌های مستعار و توضیحات را بدون ارجحیت هیچ زبانی ممکن می‌سازد.
در ابتدا، ویکی‌داده یک انبار خودکفا برای پیوندهای میان‌زبانی بود. ویکی‌پدیای هیچ زبانی قادر به اتصال به ویکی‌داده نبود، و بنابراین تأمین پیوندهای میان‌زبانی باید به شکل قدیمی ادامه می‌یافت. از ۱۴ ژانویه ۲۰۱۳، ویکی‌پدیای مجاری اولین ویکی‌ای بود که از امکان ویکی‌داده برای پیوندهای میان‌زبانی استفاده کرد. در ۳۰ ژانویه ۲۰۱۳ این امکان در ویکی‌پدیای عبری و ایتالیایی هم مهیا شد. این امکان در ۱۳ فوریه به ویکی‌پدیای انگلیسی اضافه شد و قرار است به دیگر ویکی‌پدیاها هم اضافه شود.

### فاز دوم
اولین جنبه‌های فاز دوم در ۴ فوریهٔ ۲۰۱۳ به‌کارگیری شد و بدین‌ترتیب اظهارنظرها به مدخل‌های ویکی‌داده افزوده شدند. در ابتدا مقادیرْ محدود به دو نوع داده (آیتم‌ها و پرونده‌های ویکی‌انبار) بودند، اما پس از مدتی نوع داده‌های جدیدی (مثل طول و عرض جغرافیایی و تاریخ) افزوده شدند. نوع داده رشته نیز برای اولین بار در ۶ مارس به‌کارگیری شد.
توانایی نسخه‌های زبانیِ مختلف ویکی‌پدیا برای استفاده از داده‌های ویکی‌داده به‌عنوان بخشی از فاز دوم در فاصلهٔ ۲۷ مارس تا ۲۵ آوریل ۲۰۱۳ میسر شد.

### فاز سوم
فاز سوم شامل کوئری گرفتن از پایگاه داده و ایجاد فهرست بر پایه داده‌های ذخیره شده در ویکی‌داده خواهد بود. در اکتبر ۲۰۱۶ دو ابزار جستاری به ویکی‌داده اضافه شد: اتولیست AutoList و پت‌اسکن PetScan؛ اسپارکل عمومی  نیز از پیش ایجاد شده بود.

## پذیرش
یکی از معضلات این پروژه این است که در حال قرار گرفتن تحت تأثیر لابی‌های بزرگ، متخصصان PR و متخصصان سئو است. بر اساس آمار ویکی‌مدیا نیمی از اطلاعات ویکی‌داده بدون منبع است و برای ۳۰ درصد اطلاعات فقط منبع ویکی‌پدیا مشخص شده‌است بدون اینکه مقاله مرتبط با آن مشخص شده باشد.

## نشانواره
در میله‌های نشانواره ویکی‌داده واژه «WIKI» نوشته شده‌است با کد مورس.